# ليندا ستون
ليندا ستون (بالإنجليزية: Linda Stone)‏ هي كاتِبة أمريكية، ولدت في 1955.